# Rickenbach (Wolfurt)
Rickenbach ist ein Ortsteil der Vorarlberger Marktgemeinde Wolfurt. Die Siedlung ist nach dem Gewässer Rickenbach benannt und der ursprüngliche Standort des Seilbahnherstellers Doppelmayr.

## Rickenbach als Ortsteil von Wolfurt
Als 1806 die jahrhundertealte Verwaltung der Region durch das Niedergericht Hofsteig von der bayrischen Besatzung abgeschafft wurde, entstand die Gemeinde Wolfurt in ihrer heutigen Form. Rickenbach hatte sich bis dahin als eigener Ort verstanden – der Anschluss an Wolfurt (damals die Siedlung mit dem Ortskern unterhalb des Schlosses Wolfurt) war bei den Rickenbachern ungeliebt. Die Rickenbacher kritisierten den weiten Gehweg zur Wolfurter Kirche und machten Stimmung für einen Neubau der Wolfurter Pfarrkirche an der Grenze zwischen Rickenbach und Wolfurt. 1831 kam es zu einer Abstimmung zum Kirchenneubau, die Rickenbacher unterlagen. Zwischen 1884 und 1887 bauten die Rickenbacher deshalb die Sankt-Josefs-Kapelle. Das Gebäude im neugotischen Stil wurde in den Jahren 1973 und 1974 generalsaniert. In der Kapelle hängt das Bild „Die heilige Philomena“ des aus Rickenbach stammenden Nazarener-Malers Gebhard Flatz.

## Prägung des Ortes
Rickenbach verfügt mit der Kapelle Sankt Josef und den Gasthäusern Adler und Kreuz noch heute über Elemente eines klassischen Dorfkerns, der allerdings von der stark befahrenen Landesstraße 3 getrennt wird. Das Ortsbild ist geprägt von der Industrialisierung, die 1892 mit der Übernahme einer Werkstätte durch Konrad Doppelmayr einen raschen Aufschwung erlebte. Die Wasserkraft des Rickenbaches machte den Ort für die Firmen Zuppinger und Doppelmayr attraktiv, doch auch schon in den Jahrhunderten zuvor wurde der Rickenbach genutzt, so wird bereits 1536 eine Mühle erwähnt. Am Rutzenberg wurde Weinbau betrieben, bis 1880 die letzten Weingärten aufgelassen wurden, denn durch die Fertigstellung des Arlbergtunnels 1884 kam besserer Wein aus Südtirol.

## Rickenbach heute
Heute ist der ehemalige Ortskern verödet. Johann Peer (2006, S. 51) beschreibt den Ortsteil Rickenbach folgendermaßen: „Die merkwürdige Zerrissenheit des Ortes, welche durch die Industriebauten verschiedener Epochen (…) vor allem in der südlichen Ortshälfte zum Ausdruck kommt (…) löst beim Betrachter nicht nur Irritation, sondern auch Neugierde aus. Man versucht diesen Wandel zu begreifen und in die spezielle Geschichte dieses Ortes einzutauchen. Ist dies gelungen, erhält Rickenbach durch das unmittelbare Nebeneinander von Chaos und Ordnung seinen ganz besonderen Reiz.“

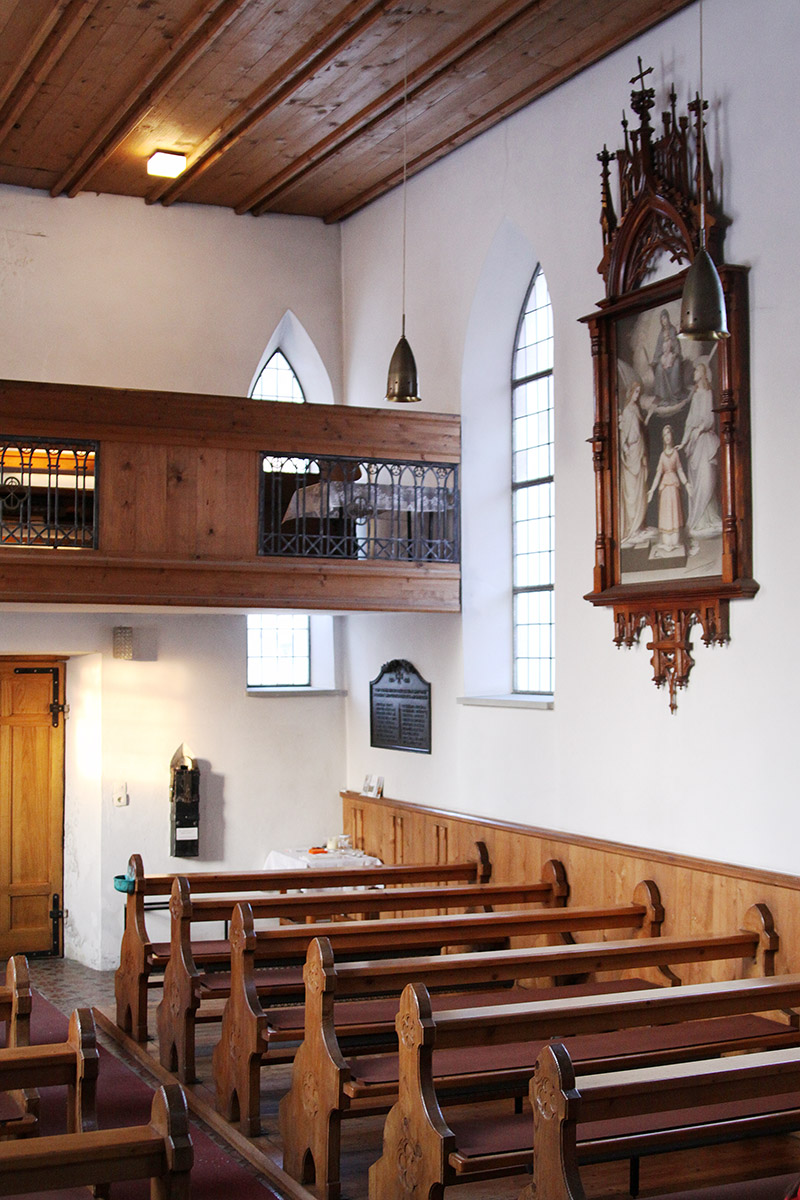
Innenansicht der Kapelle in Rickenbach mit einem Bild des Malers Gebhard Flatz.
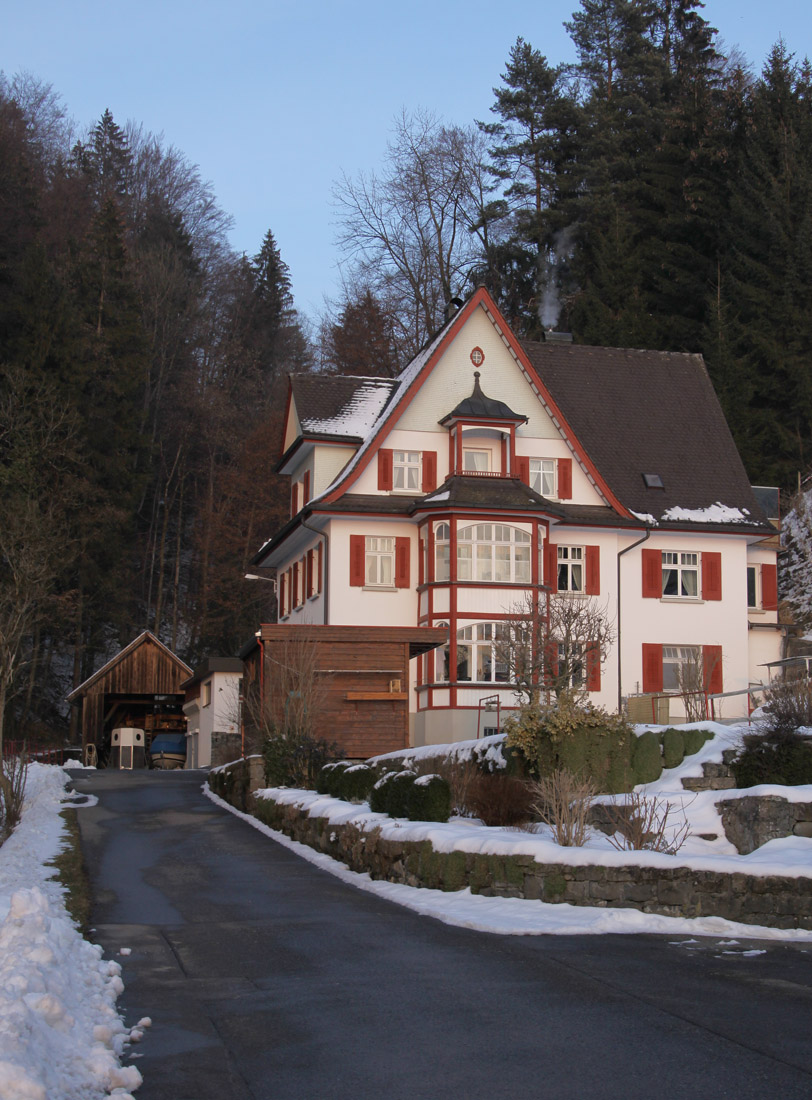
Die 1913 erbaute Villa Mühlestraße 1.
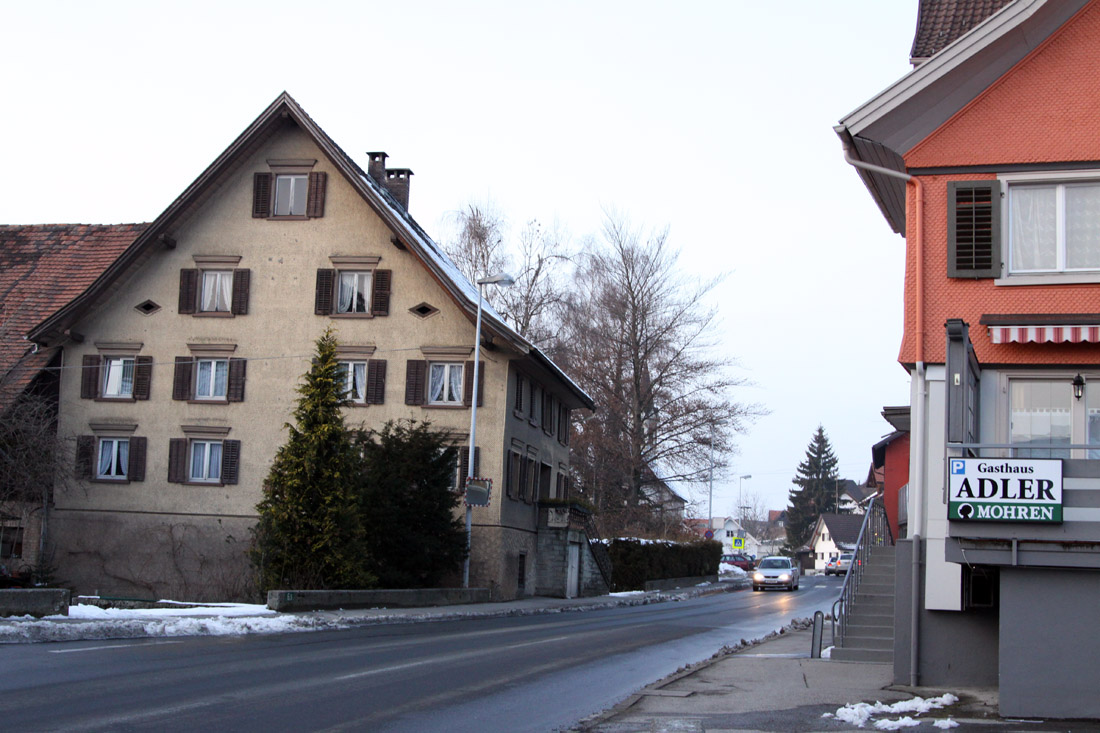
Die stark befahrene Landesstraße 3 trennt den Ortsteil Rickenbach.
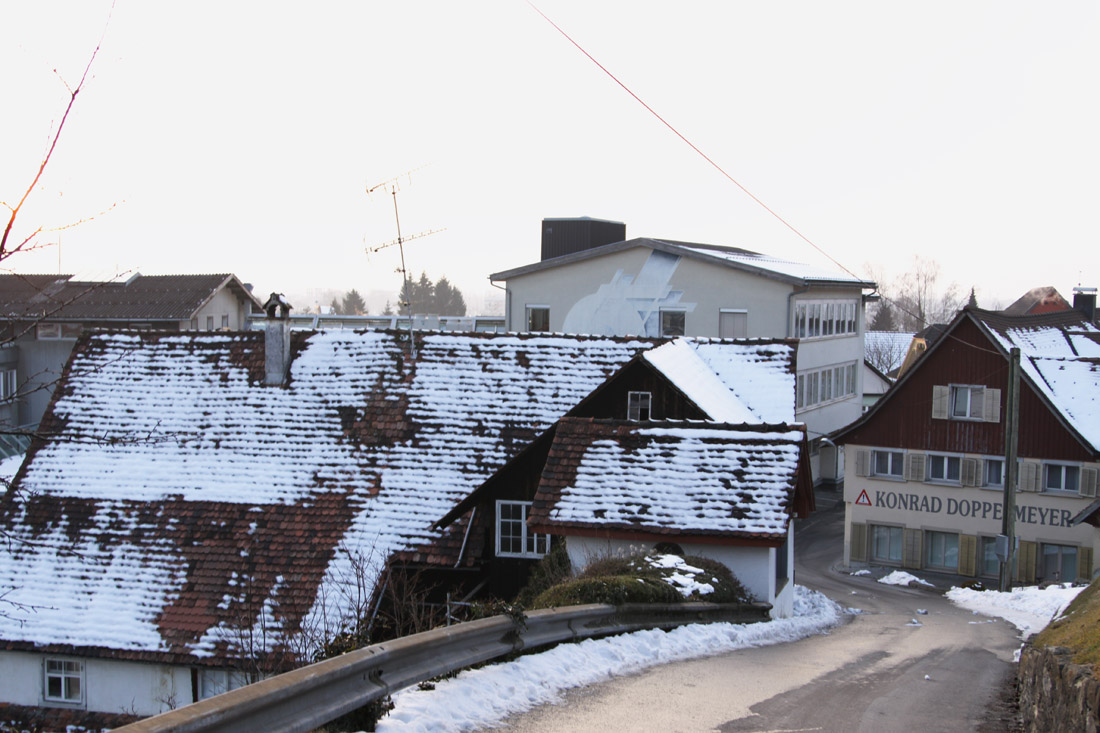
Das Ortsbild ist von verschiedenen Industriegebäuden aus der über 100-jährigen Geschichte der Firma Doppelmayr geprägt.

Durch die geplante Absiedelung der Fa. Doppelmayr aus dem oberen Bereich des Ortsteils ergibt sich die Möglichkeit der Neugestaltung. So bestehen auch Überlegungen den derzeit kanalisierten und verrohrten Rickenbach wieder freizulegen und in die Ortsgestaltung einzubeziehen. Bis Ende 2015 soll zur Neugestaltung des frei werdenden Areals ein "Masterplan", unter Einbeziehung der Bürger, vorgelegt werden.